# 香港電影金像獎最佳亞洲電影
香港電影金像獎最佳亞洲電影曾經頒發的獎項，由2002年起頒發，表揚亞洲地區的傑出電影。其後於第31屆（2012年）開始，被「最佳兩岸華語電影」（2012年至2019年）所取代，及後再於第39屆（2020年）開始，被「最佳亞洲華語電影」所取代。

## 參選資格
如下：

1. 連續7天內，於香港影院作公開售票放映，放映場數不得少於5場。
2. 影片長度須為60分鐘或以上。
3. 以三十五毫米菲林放映或數碼放映。

## 獲獎與提名
|  | 获奖者 |

### 2000年代（2002 — 2011 年）
| 年份 （屆次）     | 片名                       | 導演                                                         | 地區           | 來源   |
| ----------------- | -------------------------- | ------------------------------------------------------------ | -------------- | ------ |
| 2002年 （第21屆） | 《千與千尋》               | 宮崎駿                                                       | 日本           | [ 2 ]  |
| 2002年 （第21屆） | 《一一》                   | 楊德昌                                                       | 臺灣           | [ 2 ]  |
| 2002年 （第21屆） | 《快樂到死》               | 鄭址宇                                                       | 南韓           | [ 2 ]  |
| 2002年 （第21屆） | 《我的兄弟姐妹》           | 俞鍾                                                         | 中國大陸       | [ 2 ]  |
| 2002年 （第21屆） | 《洗澡》                   | 張揚                                                         | 中國大陸       | [ 2 ]  |
| 2003年 （第22屆） | 《我的野蠻女友》           | 郭在容                                                       | 南韓           | [ 3 ]  |
| 2003年 （第22屆） | 《小孩不笨》               | 梁智強                                                       | 新加坡         | [ 3 ]  |
| 2003年 （第22屆） | 《JSA安全地帶》            | 朴贊郁                                                       | 南韓           | [ 3 ]  |
| 2003年 （第22屆） | 《大腕》                   | 馮小剛                                                       | 中國大陸       | [ 3 ]  |
| 2003年 （第22屆） | 《愛·回家》                | 李廷香                                                       | 南韓           | [ 3 ]  |
| 2004年 （第23屆） | 《黃昏清兵衛》             | 山田洋次                                                     | 日本           | [ 4 ]  |
| 2004年 （第23屆） | 《藍色大門》               | 易智言                                                       | 臺灣           | [ 4 ]  |
| 2004年 （第23屆） | 《小裁縫》                 | 戴思傑                                                       | 中國大陸、法國 | [ 4 ]  |
| 2004年 （第23屆） | 《和你在一起》             | 陳凱歌                                                       | 中國大陸       | [ 4 ]  |
| 2004年 （第23屆） | 《假如愛有天意》           | 郭在容                                                       | 南韓           | [ 4 ]  |
| 2005年 （第24屆） | 《原罪犯》                 | 朴贊郁                                                       | 南韓           | [ 5 ]  |
| 2005年 （第24屆） | 《盲俠座頭市》             | 北野武                                                       | 日本           | [ 5 ]  |
| 2005年 （第24屆） | 《十面埋伏》               | 張藝謀                                                       | 中國大陸       | [ 5 ]  |
| 2005年 （第24屆） | 《天下無賊》               | 馮小剛                                                       | 中國大陸       | [ 5 ]  |
| 2005年 （第24屆） | 《导盲犬小Q》              | 崔洋一                                                       | 日本           | [ 5 ]  |
| 2006年 （第25屆） | 《可可西里》               | 陸川                                                         | 中國大陸       | [ 6 ]  |
| 2006年 （第25屆） | 《哈爾移動城堡》           | 宮崎駿                                                       | 日本           | [ 6 ]  |
| 2006年 （第25屆） | 《親切的金子》             | 朴贊郁                                                       | 南韓           | [ 6 ]  |
| 2006年 （第25屆） | 《藉著雨點說愛你》         | 土井裕泰                                                     | 日本           | [ 6 ]  |
| 2006年 （第25屆） | 《最好的時光》             | 侯孝賢                                                       | 臺灣           | [ 6 ]  |
| 2007年 （第26屆） | 《千里走單騎》             | 張藝謀、降旗康男                                             | 中國大陸       | [ 7 ]  |
| 2007年 （第26屆） | 《小孩不笨2》              | 梁智強                                                       | 新加坡         | [ 7 ]  |
| 2007年 （第26屆） | 《死亡筆記》               | 金子修介                                                     | 日本           | [ 7 ]  |
| 2007年 （第26屆） | 《瘋狂的石頭》             | 寧浩                                                         | 中國大陸       | [ 7 ]  |
| 2007年 （第26屆） | 《韓流怪嚇》               | 奉俊昊                                                       | 南韓           | [ 7 ]  |
| 2008年 （第27屆） | 《色，戒》                 | 李安                                                         | 臺灣           | [ 8 ]  |
| 2008年 （第27屆） | 《不能說的·秘密》          | 周杰倫                                                       | 臺灣           | [ 8 ]  |
| 2008年 （第27屆） | 《東京鐵塔：我的母親父親》 | 松岡錠司                                                     | 日本           | [ 8 ]  |
| 2008年 （第27屆） | 《太陽照常升起》           | 姜文                                                         | 中國大陸       | [ 8 ]  |
| 2008年 （第27屆） | 《落葉歸根》               | 張揚                                                         | 中國大陸       | [ 8 ]  |
| 2009年 （第28屆） | 《集結號》                 | 馮小剛                                                       | 中國大陸       | [ 9 ]  |
| 2009年 （第28屆） | 《海角七號》               | 魏德聖                                                       | 臺灣           | [ 9 ]  |
| 2009年 （第28屆） | 《神探伽俐略》             | 西谷弘                                                       | 日本           | [ 9 ]  |
| 2009年 （第28屆） | 《非诚勿扰》               | 馮小剛                                                       | 中國大陸       | [ 9 ]  |
| 2009年 （第28屆） | 《梅蘭芳》                 | 陳凱歌                                                       | 中國大陸       | [ 9 ]  |
| 2010年 （第29屆） | 《禮儀師之奏鳴曲》         | 瀧田洋二郎                                                   | 日本           | [ 10 ] |
| 2010年 （第29屆） | 《崖上的波兒》             | 宮崎駿                                                       | 日本           | [ 10 ] |
| 2010年 （第29屆） | 《风声》                   | 陳國富、高群書                                               | 中國大陸       | [ 10 ] |
| 2010年 （第29屆） | 《南京！南京！》           | 陸川                                                         | 中國大陸       | [ 10 ] |
| 2010年 （第29屆） | 《建國大業》               | 韓三平、黃建新、陳凱歌、馮小剛、陳可辛、姜文、唐國強、張國立 | 中國大陸       | [ 10 ] |
| 2011年 （第30屆） | 《告白》                   | 中島哲也                                                     | 日本           | [ 11 ] |
| 2011年 （第30屆） | 《父後七日》               | 王育麟、劉梓潔                                               | 臺灣           | [ 11 ] |
| 2011年 （第30屆） | 《唐山大地震》             | 馮小剛                                                       | 中國大陸       | [ 11 ] |
| 2011年 （第30屆） | 《山楂树之恋》             | 張藝謀                                                       | 中國大陸       | [ 11 ] |
| 2011年 （第30屆） | 《艋舺》                   | 鈕承澤                                                       | 臺灣           | [ 11 ] |